# Rudolf Gunz
Rudolf Gunz (* 11. Dezember 1897 in Hard; † 28. April 1986 ebenda) war ein österreichischer Politiker (NSDAP) und Gemeindebeamter. Er war von 1932 bis 1933 Abgeordneter zum Vorarlberger Landtag und von 1938 bis 1945 Bürgermeister von Hard. 

## Ausbildung und Beruf
Rudolf Gunz besuchte zunächst die Volksschule in Hard und absolvierte danach die gewerbliche Fortbildungsschule. Er arbeitete zwischen 1912 und 1915 als Stickerei-Musterzeichner und absolvierte zwischen 1915 und 1918 während des Ersten Weltkriegs seinen Kriegsdienst beim 3. Regiment der Tiroler Kaiserjäger. Nach seiner Rückkehr aus dem Krieg war er von 1920 bis 1945 als Angestellter bzw. Gemeindebeamter bei der Marktgemeinde Hard beschäftigt.

## Politik und Funktionen
Gunz engagierte sich ab 1929 als Mitglied der nationalsozialistischen Schulz-Bewegung, er trat dann zum 26. November 1930 zur NSDAP über (Mitgliedsnummer 362.532) und wurde damit ab 1945 auch als Illegaler betrachtet. Er war in der Folge kurze Zeit als Ortsgruppenleiter der NSDAP in der Gemeinde Hard tätig und als Kreisredner aktiv. Lokalpolitisch hatte er von 1929 bis 1933 die Funktion eines Mitglieds der Gemeindevertretung Hard inne, zudem wurde er am 22. November 1932 als Abgeordneter des Wahlbezirks Bregenz im Vorarlberger Landtag angelobt. Er verzichtete per 9. Juli 1933 auf sein Landtagsmandat, da das Amt der Vorarlberger Landesregierung mit einem Erlass am 4. Juli 1933 die Verfügung hinausgegeben hatte, dass den Gemeindeangestellten die Zugehörigkeit zur NSDAP verboten sei. Um seine wirtschaftliche Existenz nicht zu gefährden, löste er daraufhin seine Mitgliedschaft in der NSDAP auf und schied aus dem Landtag.
Nach der Machtübernahme der Nationalsozialisten übernahm Gunz noch am Tag des „Anschlusses“ die Funktion des Bürgermeisters von Hard, das er bis Kriegsende am 2. Mai 1945 innehatte. Er wurde auf Grund seiner politischen Vergangenheit am 13. Juni 1945 verhaftet und in ein Polizeigefängnis eingeliefert, wo er bis 1947 inhaftiert blieb. Vom Volksgericht in Innsbruck wurde er am 3. Februar 1948 zu 20 Monaten schweren Kerker und Vermögensentzug verurteilt.
Gunz war neben seinen politischen Aktivitäten Mitglied und Ehrenmitglied des Verschönerungs- und Verkehrsvereins Hard sowie Mitglied und Chronist des Fischereivereins.

## Privates
Rudolf Gunz wurde als Sohn des Harder Schreinermeisters Johann Karl Gunz geboren. Seine Mutter Scholastika Briemle stammte aus Saulgau. Er heiratete 1924 in Salzburg die in Tirol geborene Hildegard Somweber und wurde 1926 Vater einer Tochter.

## Auszeichnungen
- Kaiser Karl-Truppenkreuz (Erster Weltkrieg)